# Rhyacophila fonticola
Rhyacophila fonticola är en nattsländeart som beskrevs av Giudicelli och Dakki 1984. Rhyacophila fonticola ingår i släktet Rhyacophila och familjen rovnattsländor. Inga underarter finns listade i Catalogue of Life.